# Concattedrale di Bova
La concattedrale della Madonna della Presentazione o concattedrale della Madonna dell'Isodia è il principale luogo di culto cattolico di Bova, in Calabria, e concattedrale dell'arcidiocesi di Reggio Calabria-Bova.

## Storia
La chiesa, di origine normanna, si trova in posizione eminente rispetto al centro del paese. Padre Giovanni Fiore da Cropani considera la cattedrale di Bova una delle più antiche della Calabria, fondata nel I secolo, da Santo Stefano di Nicea, primo vescovo di Reggio. La chiesa come oggi la vediamo è frutto di lavori realizzati nel IX secolo, successivamente ampliata nel XVII e nel XVIII secolo e dopo i terremoti del 1783 e del 1908.
Nel 1978 è stata adeguata alla riforma liturgica seguita al Concilio Vaticano II con la realizzazione dell'altare basilicale a cura dell'ufficio tecnico diocesano.
Il 30 settembre 1986, con il decreto Instantibus votis della Congregazione per i Vescovi, le due sedi di Reggio Calabria e di Bova, già unite in persona episcopi dal 1973, sono state unite con la formula plena unione e la nuova circoscrizione ecclesiastica ha assunto il nome attuale. Per effetto dello stesso decreto la cattedrale di Bova ha assunto il titolo di concattedrale.

## Descrizione
La navata centrale, con soffitto ligneo a capriate, si chiude verso oriente con un coro di forma allungata, situato in posizione rialzata, cui si accede attraverso un'ampia scalinata. In fondo all'abside è collocato l'altare sormontato da una nicchia in cui è conservata la statua della Madonna della Presentazione. Le cappelle laterali si aprono lungo le due navate minori che terminano con le due ampie cappelle dell'Assunta e del Santissimo Sacramento.
Le altre cappelle laterali sono dedicate alla Madonna del Rosario (navata sinistra) ed al Crocifisso ed alla Madonna Ausiliatrice (navata destra). Dalla navata destra si accede alla sagrestia che funzionava da sala del capitolo. Una cantoria sovrasta l'ingresso principale.
Adiacente alla chiesa è la struttura del campanile a pianta quadrata che si sviluppa per un'altezza di 7.5 metri, la cui torre campanaria è fornita di quattro campane.